# Cruria epicharita
Cruria epicharita är en fjärilsart som beskrevs av Turner 1911. Cruria epicharita ingår i släktet Cruria och familjen nattflyn. Inga underarter finns listade i Catalogue of Life.